# 러브 인 쏘트
러브 인 쏘트(Was Nutzt Die Liebe In Gedanken, Love In Thoughts)는 독일에서 제작된 아킴 폰 보리스 감독의 2004년 영화이다. 다니엘 브륄 등이 주연으로 출연하였고 스테판 안드트 등이 제작에 참여하였다.

## 출연

### 주연
- 다니엘 브륄
- 오거스트 딜
- 안나 마리아 뮈헤

### 조연
- 투레 린드하르트
- 제나 팰러스키
- 크리스토프 루저

## 제작진
- Line PD: 마르코스 칸티스
- 의상: 니콜 피쉬놀러
- 배역: 시몬 바엘